# Ігнатьєва (Каргапольський район)
Ігна́тьєва (рос. Игнатьева) — присілок у складі Каргапольського району Курганської області, Росія. Входить до складу Долговської сільської ради.
Населення — 68 осіб (2010, 92 у 2002).
Національний склад населення станом на 2002 рік: росіяни — 93 %.